# Grigorij Serper
Grigorij Serper, ros. Григорий Юрьевич Серпер, ang. Gregory Serper (ur. 14 września 1969 w Taszkencie) – amerykański szachista pochodzenia uzbeckiego, arcymistrz od 1992 roku.

## Kariera szachowa
Grę w szachy poznał w wieku 6 lat. Mając 15 lat po raz pierwszy zwyciężył zawodnika z tytułem arcymistrzowskim, a rok później przyjęty został do słynnej szkoły szachowej prowadzonej przez Michaiła Botwinnika i Garriego Kasparowa, do której uczęszczali najlepsi młodzi radzieccy szachiści. Pierwszy międzynarodowy sukces odniósł w 1987 w Baguio, zdobywając brązowy medal mistrzostw świata juniorów do lat 20. W kolejnych mistrzostwach świata juniorów do lat 20 (Adelaide, 1988) powtórzył to osiągnięcie, ponownie zdobywając brązowy medal (podzielił I-IV m. wspólnie z Wasilijem Iwanczukiem, Borisem Gelfandem i Joelem Lautierem). Na przełomie 1989 i 1990 odniósł kolejny sukces, zdobywając w Arnhem tytuł mistrza Europy w tej kategorii wiekowej. W 1991 zwyciężył w otwartym turnieju Peer Gynt w Gausdal, natomiast w 1992 podzielił II m. (za Siergiejem Tiwiakowem, wspólnie z m.in. Jaanem Ehlvestem, Władimirem Małaniukiem, Konstantinem Asiejewem i Władimirem Jepiszynem) w memoriale Aleksandra Alechina w Moskwie. W tym czasie należał już do ścisłej czołówki uzbeckich szachistów, w 1992 i 1994 reprezentując swój kraj na szachowych olimpiadach, a w 1993 – na drużynowych mistrzostwach świata. Najbardziej udanym z tych startów był olimpijski turniej w 1992 w Manili, gdzie szachiści uzbeccy sprawili dużą niespodziankę, zdobywając srebrne medale. Sukcesy na początku lat 90. zakwalifikowały go  do pierwszej światowej setki. W 1994 podzielił I m. (wspólnie z Wadimem Zwiagincewem, Władimirem Akopianem, Piotrem Swidlerem i Jaanem Ehlvestem) w Sankt Petersburgu. W styczniu 1996 wyemigrował do Stanów Zjednoczonych i od 1997 reprezentuje ten kraj w międzynarodowych rozgrywkach. W 1999 zwyciężył w turnieju World Open w Filadelfii oraz zdobył tytuł indywidualnego wicemistrza Stanów Zjednoczonych, w finale turnieju rozgrywanego systemem pucharowym przegrywając z Borisem Gulko (w półfinale wyeliminował Aleksieja Jermolinskiego). Dzięki temu sukcesowi zakwalifikował się do rozegranego w 2000 w New Delhi pucharowego turnieju o mistrzostwo świata, w I rundzie zwyciężając Amira Bagheri, w II – Aleksandra Iwanowa, natomiast w III – przegrywając z Aleksandrem Griszczukiem. W kolejnych latach startował wyłącznie turniejach organizowanych na terenie Stanów Zjednoczonych, jeden z większych sukcesów osiągając w 2004 w La Jolla, gdzie podzielił III m. w mistrzostwach kraju (na rok 2005). W 2008 zwyciężył w mistrzostwach Waszyngtonu.
Najwyższy ranking w karierze osiągnął 1 stycznia 1993, z wynikiem 2600 punktów dzielił wówczas 52-54. miejsce na światowej liście FIDE, jednocześnie zajmując 1. miejsce wśród uzbeckich szachistów.